# Seznam členů zastupitelstva Královéhradeckého kraje (2004–2008)
Seznam krajských zastupitelů Královéhradeckého kraje ve 2. volebním období (2004–2008).
Po volbách 2004 se do Zastupitelstva Královéhradeckého kraje dostaly následující subjekty:
- ODS – 21 mandátů
- KSČM – 8 mandátů
- ČSSD – 6 mandátů
- KDU-ČSL – 5 mandátů
- SNK sdružení nezávislých – 3 mandáty
- Volba pro kraj (ED, VPM a SOS) – 2 mandáty

## Seznam zastupitelů
| Jméno, příjmení a tituly | Zvolen(a) za   | Stranická příslušnost | Funkce                                                                       | Poznámka                                                                       |
| ------------------------ | -------------- | --------------------- | ---------------------------------------------------------------------------- | ------------------------------------------------------------------------------ |
| Jaroslav Bartoš          | ČSSD           | ČSSD                  |                                                                              |                                                                                |
| Ing. Pavel Bradík        | ODS            | ODS                   | Hejtman Královéhradeckého kraje                                              |                                                                                |
| Ing. Vladimír Derner     | KDU-ČSL        | KDU-ČSL               |                                                                              |                                                                                |
| Helmut Dohnálek          | SNK            | SNK                   | 1. náměstek hejtmana pro regionální rozvoj a cestovní ruch                   |                                                                                |
| Ivan Doležal             | ODS            | ODS                   | Radní pro majetkoprávní oblast                                               |                                                                                |
| MUDr. Zdeněk Fink        | Volba pro kraj | nestr. za SOS         |                                                                              | Ještě před složením slibu rezignoval. V zastupitelstvu ho nahradil Petr Kubát. |
| Bc. Lubomír Franc        | ČSSD           | ČSSD                  |                                                                              |                                                                                |
| Vladimír Frieb           | ODS            | ODS                   |                                                                              |                                                                                |
| Jiří Gangur              | KSČM           | KSČM                  |                                                                              |                                                                                |
| Petr Hejn                | ODS            | ODS                   |                                                                              |                                                                                |
| Věra Hlostová            | ODS            | ODS                   |                                                                              |                                                                                |
| Ing. Jan Chaloupka       | ČSSD           | ČSSD                  |                                                                              |                                                                                |
| Petr Jandera             | KSČM           | KSČM                  |                                                                              |                                                                                |
| Josef Ješina             | ČSSD           | ČSSD                  |                                                                              |                                                                                |
| Miloš Jon                | ODS            | ODS                   | Předseda výboru pro sport, tělovýchovu a volnočasové aktivity                |                                                                                |
| Bc. Karel Klíma          | KDU-ČSL        | KDU-ČSL               |                                                                              |                                                                                |
| Mgr. Petr Kmoch          | ODS            | ODS                   | Předseda výboru pro výchovu, vzdělávání a zaměstnanost                       |                                                                                |
| Jaromír Kratěna          | ODS            | ODS                   | Předseda výboru pro cestovní ruch                                            |                                                                                |
| Ing. Zdeněk Kraus        | SNK            | nestr. za SNK         | Radní pro školství a kulturu                                                 |                                                                                |
| Ing. Petr Kubát          | Volba pro kraj | nestr. za SOS         |                                                                              | V zastupitelstvu v prosinci 2004 nahradil Zdeňka Finka.                        |
| Petr Kuřík               | ODS            | ODS                   | Náměstek hejtmana pro dopravu a silniční hospodářství                        |                                                                                |
| Ing. Václav Ludvík       | Volba pro kraj | nestr. za VPM         |                                                                              |                                                                                |
| Ing. Pavla Maršíková     | KDU-ČSL        | nestr. za KDU-ČSL     | Předsedkyně finančního výboru                                                |                                                                                |
| Ing. František Meduna    | KSČM           | KSČM                  |                                                                              |                                                                                |
| MUDr. Jan Michálek       | ODS            | ODS                   |                                                                              |                                                                                |
| Mgr. Libor Mojžíš        | ODS            | ODS                   | Předseda výboru pro regionální rozvoj                                        |                                                                                |
| Hana Nedvědová           | ODS            | ODS                   |                                                                              |                                                                                |
| RSDr. Jaroslav Ošťádal   | KSČM           | KSČM                  |                                                                              |                                                                                |
| Miloslav Plass           | ODS            | ODS                   | Radní pro sociální oblast; od března 2005 jako náměstek hejtmana             |                                                                                |
| PaedDr. Marta Pohnerová  | ODS            | ODS                   | Předsedkyně výboru pro kulturu a památkovou péči                             |                                                                                |
| Ing. Vlastimil Prouza    | KSČM           | KSČM                  |                                                                              |                                                                                |
| Jan Regner               | SNK            | SNK                   | Předseda výboru pro dopravu                                                  |                                                                                |
| Ing. Otakar Ruml         | KSČM           | KSČM                  |                                                                              |                                                                                |
| RNDr. Jiří Stejskal      | KDU-ČSL        | KDU-ČSL               | Předseda sociálního a zdravotního výboru                                     |                                                                                |
| Ing. Lubomír Svatý, CSc. | ČSSD           | ČSSD                  |                                                                              |                                                                                |
| Ing. Petra Škopová       | ODS            | ODS                   | Předsedkyně výboru pro životní prostředí a zemědělství                       |                                                                                |
| Mgr. Richard Špringer    | ODS            | ODS                   |                                                                              |                                                                                |
| Ing. Lubomír Štěpán      | KSČM           | KSČM                  | Předseda kontrolního výboru                                                  |                                                                                |
| Ing. Tomáš Šubert        | ODS            | ODS                   | Radní pro investice a stavební řád                                           |                                                                                |
| MUDr. Pavel Trpák        | ČSSD           | ČSSD                  |                                                                              |                                                                                |
| Ing. Miroslav Uchytil    | KDU-ČSL        | KDU-ČSL               |                                                                              |                                                                                |
| MUDr. Jiří Vambera       | ODS            | ODS                   | Radní pro životní prostředí a zemědělství                                    |                                                                                |
| MUDr. Jan Vaník          | KSČM           | KSČM                  |                                                                              |                                                                                |
| Miroslav Vlasák          | ODS            | ODS                   |                                                                              |                                                                                |
| Ing. Rostislav Všetečka  | ODS            | ODS                   | Náměstek hejtmana pro zdravotnictví, zahraniční vztahy a evropskou integraci |                                                                                |
| Ing. Petr Zima           | ODS            | ODS                   |                                                                              |                                                                                |